# Franz M. Herzog
Franz M. Herzog (* 22. März 1962) ist ein österreichischer Dirigent, Chorleiter und Komponist für Chormusik.

## Leben
Herzog studierte Chordirigieren und Komposition. Als künstlerischer Leiter des Kammerchores Vocalforum Graz und des steirischen Landesjugendchor Cantanima (2004–2013) konnte er zahlreiche internationale Erfolge erreichen. 2011 gründete er den Gospel & Jazz Choir am Johann-Joseph-Fux-Konservatorium Graz. Franz M. Herzog ist international als Dirigent, Komponist und Referent für Chordirigieren und chorische Stimmbildung tätig. Derzeit ist er Leiter des Lehrgangs für Chorleitung am Johann-Joseph-Fux-Konservatorium und Lehrbeauftragter an der Kunstuniversität Graz. Darüber hinaus war er einer der künstlerischen Direktoren der 5. World Choir Games 2008 und der World Choir Championships 2011. Von 2012 bis 2015 war Herzog künstlerischer Leiter des Chorverband Österreich. Beim 2. Internationalen Chorwettbewerb Ave Verum (Mai 2014) war er Vorsitzender der Jury. Im Juli 2015 übernahm er die künstlerische Leitung des neu gegründeten Jugendchor Österreich (JCÖ) – Austrian National Youth Choir. Seit 2014 ist Herzog künstlerischer Leiter des Festivals Voices of Spirit.
Im Oktober 2015 gründete er den Landesbedienstetenchor Steiermark - LaBC. Der Landesbedienstetenchor Steiermark - LaBC ist (nach dem LandesChor Hohensalzburg) der zweite Chor eines Landesdienstes in Österreich.
Im November 2016 dirigierte Franz M. Herzog das Vocalforum Graz und das Raschèr Saxophone Quartet bei der Uraufführung von "72 Angels" von Lera Auerbach.
Auf Initiative von Franz M. Herzog hat sich sein Ensemble Vocalforum Graz 2017 zum 30-jährigen Jubiläum ein maßgeschneidertes Werk schreiben lassen und damit ein Projekt ganz besonderer Art verwirklicht. Aus der Fülle an Texten der Carmina Burana aus dem steirischen Stift Seckau hat der deutsche Autor, Regisseur und Dramaturg Thomas Höft zwölf Gedichte ausgewählt, durch gesprochene Zwischentexte ergänzt und so zu einer fortlaufenden Erzählung zusammengefasst. Zwölf international renommierte europäische Komponistinnen und Komponisten sind der Einladung gefolgt und haben jeweils einen der ausgewählten Texte vertont. So entstand ein vielschichtiges, in sich geschlossenes abendfüllendes Chorwerk – eine beeindruckende Symbiose aus den geistreichen Zwischentexten, den mittelalterlichen Texten und den in ihren unterschiedlichen zeitgenössischen Tonsprachen völlig neuartigen, originellen chormusikalischen Auseinandersetzungen damit.
Die Uraufführung der New Carmina am 21. Mai 2017 in Graz in der Helmut List Halle wurde zu einem großen Erfolg.
Seit Juli 2023 steht der Jugendchor Österreich (JCÖ) unter der gemeinsamen künstlerischen Leitung von Franz M. Herzog und Agnes Schnabl.

## Auszeichnungen
- Im Mai 2016 erhielt Franz M. Herzog in einem Festakt in der Aula der Alten Universität Graz von Landeshauptmann Hermann Schützenhöfer das Goldene Ehrenzeichen für Verdienste um das Land Steiermark überreicht.[7]
- Aufgrund seiner Verdienste für die Vokalszene wurde Franz M. Herzog mehrmals zum "Steirer des Tages" der österreichischen Tageszeitung Kleine Zeitung gekürt[8]
- Bundesministerium für Wissenschaft und Forschung: Würdigungspreis, Arbeitsstipendium[9]
- Stadt Graz Begabtenstipendium[10]

## Kompositionen (Auswahl)
- City of my Heart[11]
- Bridge of Hope[12]
- Missa Lux Caelestis[13]
- Laudatio si, mi signore[14]
- Iam ver oritur (aus "New Carmina")[15]
- Ride on King Jesus[16]
- Tree Motets[17]
- Canticle of the Sun[18]

## Belege
1. ↑  Auszeichnungen. In: Cantanima. Abgerufen am 24. Februar 2021 (amerikanisches Englisch).
2. ↑  Der Dirigent, abgerufen am 5. Mai 2017.
3. ↑  Geschichte. Abgerufen am 24. Februar 2021 (deutsch).
4. ↑  Lera Auerbach´s 72 Angels in der Herz-Jesu-Kirche Uraufführung. Abgerufen am 24. Februar 2021.
5. ↑  New Carmina (CD). Abgerufen am 24. Februar 2021.
6. ↑  Künstlerisches Team auf der Webseite des Jugendchor Österreich (JCÖ) - Austrian National Youth Choir. 28. Oktober 2023, abgerufen am 24. Januar 2024.
7. ↑  Goldenes Ehrenzeichen des Landes für Hermine Liska und Franz M. Herzog. Abgerufen am 24. Februar 2021.
8. ↑  Michael Tschida: Steirer des Tages: Der Herr der Stimmen. 22. Mai 2019, abgerufen am 24. Februar 2021.
9. ↑  Herzog Franz M. | db.musicaustria.at. Abgerufen am 24. Februar 2021.
10. ↑  mica – music austria: Herzog Franz M. | db.musicaustria.at. Abgerufen am 24. Februar 2021.
11. ↑  Donnernder Applaus für besondere Leistung Saarbrücker Zeitung, vom 10. April 2017
12. ↑  Sybille Graf: Junge Sänger aus sechs Ländern von drei Kontinenten treffen sich in Dresden Dresdner Neueste Nachrichten, vom 25. April 2016
13. ↑  Franz M. Herzog, Lux caelestis-CD. Abgerufen am 24. Februar 2021.
14. ↑  CXXI - Laudato si, mi Signore SATB divisi a capp. Abgerufen am 24. Februar 2021.
15. ↑  Iam ver oritur (SSAATTBB). Abgerufen am 24. Februar 2021.
16. ↑  Ride on, King Jesus TTBB. Abgerufen am 24. Februar 2021.
17. ↑  Three Motets (for two choir groups). Abgerufen am 24. Februar 2021.
18. ↑  Risikofreudig, professionell und leidenschaftlich zugleich – der Jugendchor CantAnima und das Raschèr Saxophone Quartet bildeten eine energetische Einheit — Zeitschrift fur Kultur und Gesellschaft. Abgerufen am 24. Februar 2021.

| Personendaten    | Personendaten                             |
| ---------------- | ----------------------------------------- |
| NAME             | Herzog, Franz M.                          |
| KURZBESCHREIBUNG | österreichischer Chorleiter und Komponist |
| GEBURTSDATUM     | 22. März 1962                             |